# Arturs Maskats
Arturs Maskats (* 20. Dezember 1957 in Valmiera) ist ein lettischer Komponist und künstlerischer Leiter an der Lettischen Nationaloper. Neben Eigenkompositionen schrieb er auch Musik für Theaterstücke und Filme.

## Biographie
Arturs Maskats wurde am 20. Dezember 1957 in Valmiera in Lettland geboren. 1982 absolvierte er das Kompositions-Studium an der Lettischen Musikakademie Jāzeps Vītols. 1996 wurde er Künstlerischer Leiter an der Lettischen Nationaloper in Riga.
Seine Orchesterkomposition Tango wurde international gespielt, darunter am Sommernachtskonzert der Wiener Philharmoniker 2022 unter der Leitung von Andris Nelsons. Mit ihr kam er 2003 ins Finale des Masterprize International Composing Competition in London.
Maskats erhielt den Großen Lettischen Musikpreis in den Jahren 1996, 2001, 2002 und 2011.

## Werke (Auswahl)
- Tango für ein Orchester
- Oper: Valentina
- Ballet: Les Liaisons Dangereuses